# Jayson
Jayson ist ein männlicher Vorname, der als Variante auf den griechischen Namen Jason zurückgeht. Wie dieser entstammt er dem griechischen Ἰάσων mit der Bedeutung „der Heilende“. Jayson findet vor allem im englischen Sprachraum Anwendung, eine gebräuchliche Kurzform ist „Jay“.

## Namensträger
- Jayson Granger (* 1989), uruguayischer Basketballspieler
- Jayson Hale (* 1985), US-amerikanischer Snowboarder
- Jayson Jones (* 1977), belgischer Leichtathlet (Sprint)
- Jayson Leutwiler (* 1989), Schweizer Fußballspieler
- Jayson Megna (* 1990), US-amerikanischer Eishockeyspieler
- Jayson Meyer (* 1965), deutsch-kanadischer Eishockeyspieler
- Jayson Molumby (* 1999), irischer Fußballspieler
- Jayson More (* 1969), kanadischer Eishockeyspieler
- Jayson Paul (* 1984), US-amerikanischer Wrestler
- Jayson Shaw (* 1988), schottischer Poolbillardspieler
- Jayson Tatum (* 1998), US-amerikanischer Basketballspieler
- Jayson Terdiman (* 1988), US-amerikanischer Rennrodler